# Koike Yuki
Yuki Koike (sinh ngày 18 tháng 4 năm 1986) là một cầu thủ bóng đá người Nhật Bản.

## Sự nghiệp câu lạc bộ
Yuki Koike đã từng chơi cho Ventforet Kofu.